# Autostrada A14 (Włochy)
Autostrada A14 (Autostrada Adriatycka) (wł. Autostrada Adriatica) – autostrada we Włoszech łącząca Bolonię z Tarentem. Przez większość swojej długości biegnie przez wybrzeże Adriatyku, stąd potoczna nazwa "autostrada adriatycka".
Łączna długość Autostrady A14 wynosi około 743 kilometrów. Autostrada Adriatica przebiega przez pięć włoskich regionów: Emilia-Romania, Marche, Abruzja, Molise, Apulia.

## Historia
Pierwszy odcinek autostrady został oddany do użytku w 1965 roku. Wówczas oddano do użytku obwodnicę bolońską oraz połączenie z Autostradą A1 (Autostradą Słońca) W 1969 A14 została połączona z miastem Ankona, zbudowano też 50-kilometrowy odcinek z Pescary do Lanciano. Do 1973 autostrada łączyła już bezpośrednio Bolonię z Bari, zaś w 1975 roku rozbudowano ją do Tarentu.
Autostrada jest szczególnie oblegana w sezonie wakacyjnym, ponieważ łączy główne ośrodki turystyczne na wybrzeżu Adriatyku (Rimini, Riccione, Cattolica i Cesenatico).